# Velux 5 Oceans Race

De route van de Velux 5 Oceans Race in 2010-11

De Velux 5 Oceans Race (voorheen BOC Challenge en Around Alone genoemd) is een solo-zeilwedstrijd rond de wereld die elke vier jaar wordt gevaren. De race werd in 1982 voor het eerst gevaren, en is daarmee de oudste solowedstrijd rond de wereld die nog steeds gevaren wordt.

## Ontstaan en opzet
Het ontstaan van de Velux 5 Oceans Race was geïnspireerd op de Sunday Times Golden Globe Race, de eerste zeilwedstrijd rond de wereld die gehouden werd in 1968-1969. De zeilers varen alleen, maar het is toegestaan om hulp van buitenaf te krijgen en een haven in te gaan. Dit gaat wel ten koste van een tijdstraf. De wetenschap dat een team aan de wal eventuele schade kan repareren, maakt dat schippers vaak meer risico nemen om het uiterste uit hun jacht te halen dan bij de vergelijkbare Vendée Globe. Deze laatste zeilwedstrijd is een non-stop wedstrijd waarbij geen hulp is toegestaan, en werd zeven jaar na de eerste Velux 5 georganiseerd door de winnaar van die eerste editie, Philippe Jeantot.
De wedstrijd wordt elke vier jaar gevaren en is verdeeld over enkele etappes. De totale lengte is ongeveer 30.000 zeemijlen (55.000 kilometer). De start vindt plaats in de herfst. Het is gebruikelijk dat veel deelnemers de wedstrijd moeten staken vanwege te grote schade aan of zelfs het zinken van hun jacht. Door de tijd heen is met diverse boottypes gevaren in aparte klassen. In de editie van 2010-11 werd voor het eerst gevaren in de Eco 60 klasse, bedacht door Robin Knox-Johnston; in 2014-15 zou deze klasse vergezeld worden door jachten uit de nieuwe SolOceans eenheidsklasse.

## Toekomst
De toekomst van de wedstrijd is echter onduidelijk. Ondanks de grote media-aandacht voor de editie 2006-07 twijfelde hoofdsponsor Velux na afloop of het de sponsoring zou voortzetten, hoewel later besloten werd deze te verlengen tot de editie van 2010-11. Andere problemen rond de editie van 2010-11 waren de overlap met andere oceaanwedstrijden als de Barcelona World Race en Route du Rhum, het wegvallen van de steun van de IMOCA en dus de Open 60-jachten, en de onaantrekkelijkheid van de vervangende Eco 60-klasse. Slechts 5 deelnemers gingen in 2010 van start. Over de editie 2014-15, die in de herfst van 2014 van start zou gaan, is nauwelijks iets vernomen.

## Slachtoffers
In de historie van de wedstrijd moesten diverse zeilers hun deelname bekopen met hun leven. De Fransman Jacques de Roux was het eerste dodelijke slachtoffer in 1986; zijn jacht Skoiern IV werd stuurloos drijvend aangetroffen op enkele dagen varen afstand van Sydney. De Roux was in de voorgaande editie al ternauwernood gered van zijn zinkende jacht door de Britse deelnemer Richard Broadhead. In 1990-91 pleegde de Japanner Yukoh Tada zelfmoord tijdens de tussenstop in Sydney. Vier jaar later raakte de 70-jarige deelnemer Harry Mitchell vermist op zee nabij Kaap Hoorn en werd niet meer teruggevonden.

## Winnaars
| Editie                      | Deelnemers | Winnaar           | Jacht                 | Tijd      | Route                                                                    |
| --------------------------- | ---------- | ----------------- | --------------------- | --------- | ------------------------------------------------------------------------ |
| BOC Challenge 1982-83       | 17         | Philippe Jeantot  | Credit Agricole       | 159 dagen | Newport - Kaapstad - Sydney - Rio de Janeiro - Newport                   |
| BOC Challenge 1986-87       | 25         | Philippe Jeantot  | Credit Agricole       | 134 dagen | Newport - Kaapstad - Sydney - Rio de Janeiro - Newport                   |
| BOC Challenge 1990-91       | 25         | Christophe Auguin | Groupe Sceta          | 120 dagen | Newport - Kaapstad - Sydney - Punta del Este - Newport                   |
| BOC Challenge 1994-95       | 20         | Christophe Auguin | Sceta-Calberson       | 121 dagen | Charleston - Kaapstad - Sydney - Punta del Este - Charleston             |
| Around Alone 1998-99        | 16         | Giovanni Soldini  | Fila                  | 121 dagen | Charleston - Kaapstad - Auckland - Punta del Este - Charleston           |
| Around Alone 2002-03        | 13         | Bernard Stamm     | Bobst Group Armox Lux | 115 dagen | Newport - Brixham - Kaapstad - Tauranga - Salvador da Bahia - Charleston |
| Velux 5 Oceans Race 2006-07 | 7          | Bernard Stamm     | Cheminées Poujoulat   | 103 dagen | Bilbao - Fremantle - Norfolk - Bilbao                                    |
| Velux 5 Oceans Race 2010-11 | 5          | Brad van Liew     | Le Pingouin           | 118 dagen | La Rochelle - Kaapstad - Wellington - Punta del Este - Charleston        |

Evenementen: Admiral's Cup · America's Cup · Audi MedCup · Cowes Week · Extreme Sailing Series · Kieler Woche · Louis Vuitton Cup · Olympische Spelen · RC44 Championship Tour · Ronde om Texel · 52 Super Series · Vintage Yachting Games · WK Zeilen

Oceaanwedstrijden: Barcelona World Race · Bermuda Race · Cape to Rio Yacht Race · Fastnet Race · Jules Verne Trofee · Mini Transat · OSTAR/Transat · Route du Rhum · Solitaire du Figaro · Sydney to Hobart Yacht Race · Transat Jacques Vabre · Transpacific Yacht Race · Velux 5 Oceans Race · Vendée Globe · Volvo Ocean Race